# Факс
Факс машина је уређај који шаље копије докумената, текстова, слика на неку удаљену релацију другој факс машини. Самим тим, овај уређај прима копије које су послате са неке друге факс машине.

## Назив
Факс је скраћеница од речи факсимил, која води порекло из латинског језика, а значи „тачна копија“.

## Историјат
Идеја о машини која може да шаље копије је настала у Немачкој 1902. Дуго након тога, ове машине су коришћене у новинским редакцијама како би се размењивале фотографије из удаљених места, а почетком осамдесетих година прошлог века почињу да се користе и у канцеларијама.

## Слање и примање факса
Већина факс машина има телефонску слушалицу како би се омогућила комуникација између особа које шаљу, односно примају жељени документ, јер се он и шаље путем телефонске мреже. Уређај који шаље документ претвара тамне и светле узорке са документа у електричне сигнале, односно у скуп нула и јединица. Уређај који прима факс ове сигнале упућује низу малих грејних тела. Грејно тело ће се укључити ако је предајни елемент таман, а неће ако је предајни елемент светао. С обзиром да се користи хартија осетљива на топлоту, када се провлачи испод грејних тела која раде, на њој ће остати таман траг.
Савремени факс уређаји користе обичну хартију, а за слање докумената све се више користи и рачунар.